# Рамазан Карімов
Рамазан Ерікули Карімов (каз. Рамазан Ерікұлы Кәрімов, нар. 5 липня 1999, Астана) — казахський футболіст, нападник клубу «Астана».
Виступав, зокрема, за клуби «Астана» та «Мактаарал», а також національну збірну Казахстану.
Дворазовий чемпіон Казахстану. Володар Суперкубка Казахстану.

## Клубна кар'єра
Народився 5 липня 1999 року в місті Астана. Вихованець футбольної школи клубу «Астана». Дорослу футбольну кар'єру розпочав 2018 року в основній команді того ж клубу, в якій провів один сезон, взявши участь в одному матчі чемпіонату. 
Згодом з 2020 по 2021 рік також грав за «Каспій».
Своєю грою за останню команду привернув увагу представників тренерського штабу клубу «Мактаарал», до складу якого приєднався 2022 року. Відіграв за команду з Атакента наступний сезон своєї ігрової кар'єри. Більшість часу, проведеного у складі «Мактаарала», був основним гравцем атакувальної ланки команди.
До складу клубу «Астана» приєднався 2024 року. 

## Виступи за збірні
У 2017 році дебютував у складі юнацької збірної Казахстану (U-19), загалом на юнацькому рівні взяв участь у 1 іграх, відзначившись 4 забитими голами.
Протягом 2018–2020 років залучався до складу молодіжної збірної Казахстану. На молодіжному рівні зіграв у 14 офіційних матчах, забив 2 голи.
У 2021 році дебютував в офіційних матчах у складі національної збірної Казахстану.
| Дата      | Місто  | Господарі | Результат | Гості     | Турнір            | Голи | Примітки |
| --------- | ------ | --------- | --------- | --------- | ----------------- | ---- | -------- |
| 28-3-2021 | Астана | Казахстан | 0 – 2     | Франція   | Відбір до ЧС 2022 | -    | 83'      |
| 31-3-2021 | Київ   | Україна   | 1 – 1     | Казахстан | Відбір до ЧС 2022 | -    | 60' 70'  |
| Усього    |        | Матчів    | 2         |           | Голів             | 0    |          |

## Титули і досягнення
- Чемпіон Казахстану (2):

«Астана»: 2018, 2019
- Володар Суперкубка Казахстану (1):

«Астана»: 2019
- Володар Кубка казахської ліги (1):

«Астана»: 2024